# Phacelia suaveolens
Phacelia suaveolens är en strävbladig växtart som beskrevs av Edward Lee Greene. Phacelia suaveolens ingår i Faceliasläktet som ingår i familjen strävbladiga växter.

## Underarter
Arten delas in i följande underarter:
- P. s. keckii
- P. s. suaveolens